# Bauer Sándor (mártír)
Bauer Sándor (Budapest, Józsefváros, 1952. február 21. – Budapest, Angyalföld, 1969. január 23.) autószerelő-tanuló, a kommunista elnyomás mártírja. Az emberi jogok eltiprása és a kommunista önkény ellen való tiltakozás jeléül 1969. január 20-án a Múzeumkertben nyilvánosan felgyújtotta magát, amibe három nappal később a kórházban belehalt.

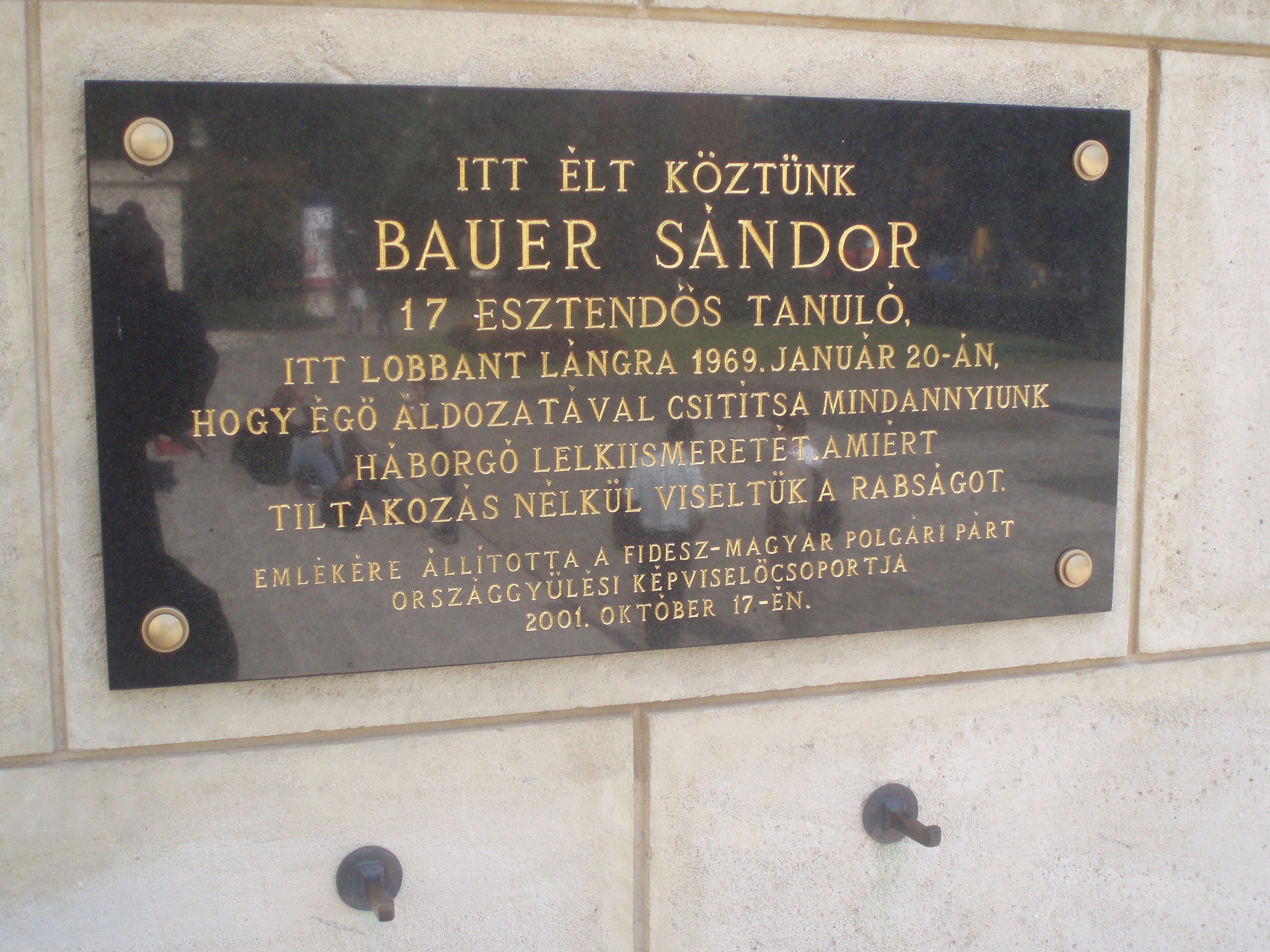
Bauer Sándor emléktáblája a Nemzeti Múzeum lépcsőjénél

## Élete
Budapesten, a Józsefvárosban született 1952. február 21-én, id. Bauer Sándor és Vácz Auguszta gyermekeként. Akárcsak édesapja előző házasságából származó, Budapest ostromakor hadifogságba esett és eltűnt bátyja, ő is a Sándor nevet kapta. 4,5 évesen sokként élte át, mikor Kacsóh Pongrác úti lakásukat az 1956-os forradalom tűzharcában szétlőtték. A szegedi erdészeti szakközépiskolába felvételizett, ám hiába teljesített jól, mégis egy párttitkár fiát részesítettek előnyben a felvételinél. Ekkor döbbent rá, hogy a tehetség abban a rendszerben nem számít. Pártgarázsban dolgozó apja ipari szakiskolába íratta be, autószerelőnek adta. Kiváltképp érdeklődött a történelem iránt, rengeteget olvasott, az AFIT Autójavító Vállalatnál barátai és tanárai csodabogárnak tartották. A család Üllői út 167. szám alatti lakásának pincéjében ifjúsági klubot szervezett, ahol merész kijelentéseket tett a diktatúráról, s ismerőseit fegyveres ellenállásra ösztönözte. Az utolsó hónapokban sokat beszélgettek a csehszlovákiai bevonulásról, szerintük megszállás volt, nem pedig baráti segítségnyújtás. Eltökélte, hogy amíg teheti, küzdeni fog a zsarnokság és az elnyomók ellen.
Az elnyomó rendszer elleni tiltakozásul 1969. január 16-án önkéntes tűzhalált választó Jan Palach tette nagy hatással volt rá, így benne is megérett egy hasonló elhatározás. Az elhatározás, hogy ő is megtegye hirtelen jöhetett, mert előtte nem készült a halálra. A nyomozati iratokból kiderült, hogy 19-én, vasárnap nagyanyját látogatta meg, szerelméről, sőt házassági szándékáról, egy pár nappal későbbi koncertől mesélt neki, este pedig barátaival találkozott egy cukrászdában, akik szintén nem tudtak arról, mire készül. Másnap, január 20-án délelőtt megírta végrendeletét és búcsúleveleket hagyott hátra ismerőseinek, szüleinek; vásznat csavart a testére, hogy az a benzint magába szívja, egy szatyrot telepakolt palackokkal, majd villamosra szállt és bement a Kálvin térre. Úgy gondolta, hogy déltájban a Nemzeti Múzeum kertje zsúfolásig tele lesz diákokkal, így sokan láthatják majd tettét. 1969. január 20-án egy óra után néhány perccel a Múzeumkertben elővette a táskájába rejtett benzines palackot, lelocsolta magát, majd egy gyufa segítségével felgyújtotta a ruházatát. Miközben teste lángolt, két kis nemzeti színű zászlót lobogtatott. Sokan eleinte azt hitték, filmforgatás lehet, ezért csak érdeklődve figyelték a történéseket, de miután a lángok 2-3 méter magasra csaptak, a közelben lévők – köztük egy katona és egy rendőr is – gyorsan közbeavatkoztak: elgáncsolták az égve elrohanó Bauert, majd kabátjaikkal kezdték oltani, végül egy poroltóval sikerült befejezni. A katona, fotókat is készített a megégett, elégett ruházatában a földön ülő, de eszméleténél lévő Bauer Sándorról. A Múzeumkertben hamarosan 2-300 ember gyűlt össze, az ott tartózkodók közül egy orvostanhallgató, Bihari Sándor próbálta megmenteni az életét.
Mikor a szemtanúk kérdőre vonták, hogy miért tette, azt válaszolta, hogy hazaszeretetből, tiltakozásból az orosz megszállók ellen, illetve Jan Palachra is hivatkozott: „a cseh testvér is megtette”.
Bauer Sándort a testfelületének 85%-ára kiterjedő másod- és harmadfokú égési sérülésekkel szállították be a Központi Honvéd Kórház égési osztályára. A kórtermet rendőrök őrizték és csak szüleinek, illetve nagybátyjának engedték meg hogy látogassák. Kihallgatása naponta több órán keresztül folyt, a rendőrség elkobozta szüleinek és barátainak írt búcsúlevelét.
A sajtó a következőket írta az esetről: „Bauer Sándor 17 éves budapesti ipari tanuló, aki már 1967-ben, 15 éves korában sikertelen öngyilkosságot kísérelt meg, hétfőn a Nemzeti Múzeum kertjében ruháját leöntötte benzinnel, majd meggyújtotta, ily módon öngyilkosságot kísérelt meg. Súlyos égési sebekkel szállították kórházba, állapota válságos.” (Népszabadság 1969. január 22.)
Bauer Sándort január 22-én este hét órakor helyezték előzetes letartóztatásba a kórházi ágyán a következő indoklással: „A rendelkezésre álló iratokból megállapítható, hogy a nevezett január 20-án 13.00 és 14.00 óra között a fővárosban, a Múzeumkertben magát benzinnel leöntötte, és felgyújtotta, hogy így önkényes tűzhalált haljon. Ezzel az volt a célja, hogy ily módon tiltakozzon a szovjet csapatok magyarországi tartózkodása ellen, illetve tiltakozásra másokat is felhívjon. Az eddigi meghallgatott tanúk vallomásából az is megállapítható, hogy a nevezett barátai és ismerősei körében a Magyarországon állomásozó szovjet csapatokra, továbbá a Magyar Szocialista Munkás Párt és a Magyar Forradalmi Munkás-Paraszt Kormányra gyalázó kijelentéseket tett. Ezt a felfogását széles körben terjesztette. Nevezett ügyében a fentiek szerint határoztam, mert szabadon hagyása esetén tartani lehetne attól, hogy az általa megkísérelt bűntettet végrehajtaná, vagy egészségi állapotában kárt tehetne, illetve szabadlábon hagyása a köznyugalmat zavarná. Továbbá alaposan tartani kell attól, hogy szabadlábon való hagyása esetén a még fel nem derített és ki nem hallgatott személyekkel összebeszélve a bűntett felderítését nehezítené.” Édesapjával íratták alá a jegyzőkönyvet.
Bauer Sándor életét nem tudták megmenteni, január 23-án, az angyalföldi Honvéd Kórházban elhunyt.

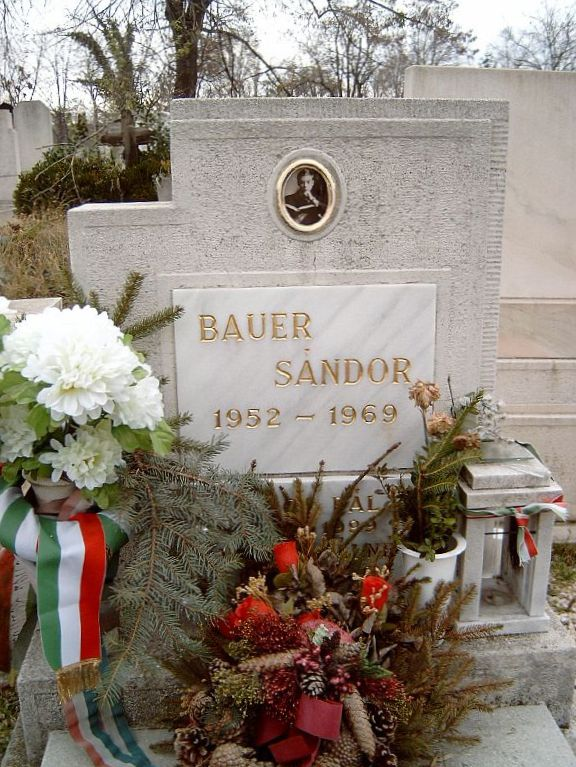
Bauer Sándor sírja a Rákospalotai köztemetőben

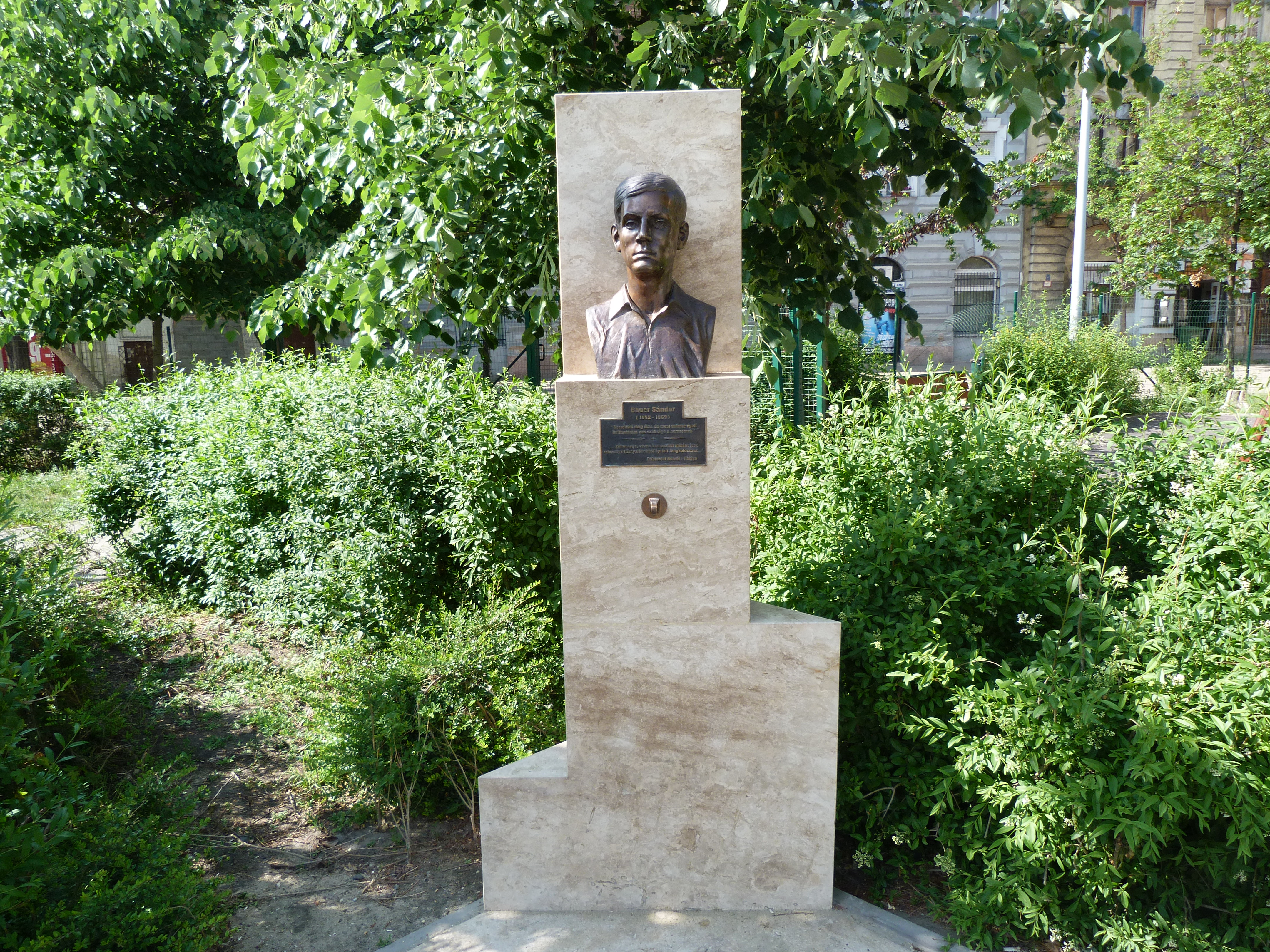
Bauer Sándor mellszobra a Mátyás téren

Búcsúleveleiben barátjának, Sajbán Miklósnak így írt: „…Prágában… tűzhalált választott egy fiatal, tiltakozásul Csehszlovákia orosz megszállása ellen…”. Osztálytársának, Szilágyi Jánosnak ezeket a sorokat írta: „…Azt üzenem eszme nélkül nem él csak létezik az ember. Harcoljatok ugy ahogy azt én tanácsoltam. Tüzhalált halok akárcsak az a csehszlovák fiatal, aki 19 én gyujtotta fel magát. Igy tiltakozom az orosz megszállás ellen.” Szüleinek is hagyott egy búcsúlevelet: …”szeretnék élni, de most szénné égett holt testemre van szüksége a nemzetnek.”
A sajtó öngyilkosságnak próbálta beállítani a tettét, a temetés időpontját a rendőrség határozta meg. 1969. január 28-án, 9 órakor a Rákospalotai temetőben helyezték örök nyugalomra, szűk családi körben. 
Dr. Tihanyi Sándor rendőr ezredes, a Budapesti Rendőr-főkapitányság első helyettese azt a javaslatot tette a Fővárosi Temetkezési Intézet igazgatósági vezetőjének, hogy a Temetkezési Vállalat részéről megbízható személyek végezzék el a szertartást, valamint a hivatásos búcsúztató csak nagyon rövid beszédet mondjon, melynek a szövegét is előírták. A temetést operatív tisztek felügyelték Főkapitányság részéről. Bauer Sándor barátait, osztálytársait, tanárait nem értesítették a temetés időpontjáról, titoktartási nyilatkozatot írattak alá a szülőkkel, így a közvetlen hozzátartozókon kívül más nem is értesült haláláról és temetéséről. A temetőbe titkosrendőröket küldtek, arra az esetre, ha valaki mégis érdeklődne a szertartás felől, akkor ők adjanak „felvilágosítást”. A temetésre vonatkozó intézkedéseket a politikai rendőrség hét pontban dolgozta ki, ezekből az egyik a következő volt: „Január 27-én, 11 órakor a szülőkkel megbeszélést tartottunk a körülmények tisztázása céljából. Amennyiben speciális kívánságuk, kérésük merülne fel, azt azzal a feltétellel fogadjuk el, hogy a temetés csak zárt, szűk körben történhet. Amennyiben a halott elhamvasztását kérnék, úgy ezt elősegítjük, miután a továbbiak szempontjából politikailag előnyös.”
Bauer Sándor halálának hírét csak 1969. február 5-én hozták nyilvánosságra. (Részletes összefoglaló jelentés az eset körülményeiről 1969. január 31-én készült.)
Környezetét alaposan kifaggatták, még a házmester és a szomszédok vallomását is felvették. Kihallgatták tanárait, baráti társaságát – Berger István és Sajbán Miklós ellen eljárást is indítottak, amiért elmulasztották bejelenteni, Bauernek milyen politikai nézetei vannak. Megpróbálták rájuk bizonyítani, hogy fegyveres csoport létrehozását tervezték, végül csak fegyelmit kaptak, és kirúgták őket munkahelyükről. A Bauer Sándor elleni vizsgálat 1969. március 19-én került lezárásra, sírját még több éven keresztül figyelték, aktáját kegyeletsértő módon „Fáklyás” fedőnéven vezették tovább.
Édesanyja, Vácz Auguszta 2000. május 29-én elhunyt, már nem érhette meg, hogy fia másfél évvel később emléktáblát kapott.

## Emlékezete
- 2001. október 17-én avatták fel emléktábláját a Nemzeti Múzeum lépcsőjénél.
- 2011. május 1-je óta a korábbi Erdélyi utca az ő nevét viseli a főváros VIII. kerületében.[5]
- 2012. március 18-án, vasárnap Budapesten, a VIII. kerületi Mátyás téren avatta fel Bauer Sándor mellszobrát Kocsis Máté, Józsefváros polgármestere.[6]